# Incarnate
Incarnate is het vierde studioalbum van Panic Room. Het album is opgenomen in de geluidsstudio Sonic One in Llangennech, Wales. Het album werd uitgebracht door het platenlabel NOVA waarop ook de muziek van muzikale broer, de band Mostly Autumn, op verscheen. Het album werd goed ontvangen binnen de niche van de progressieve rock, al vond men de muziek danig gewijzigd is na het vertrek van basislid Paul Davies. De gitarist, die hier zijn debuut maakte bij de band, vertrok na dit album alweer.

## Musici
- Anne-Marie Helder – zang, akoestische gitaar, toetsinstrumenten, mondharmonica
- Jonathan Edwards – toetsinstrumenten
- Gavin Griffiths – slagwerk, percussie
- Yatim Halimi –basgitaar
- Adam O’Sullivan - gitaar

## Muziek
| Nr. | Titel                                         | Duur |
| --- | --------------------------------------------- | ---- |
| 1.  | Velocity (Helder, Edwards)                    | 5:17 |
| 2.  | Start the sound (Helder)                      | 5:12 |
| 3.  | Incarnate (Helder, Edwards)                   | 7:37 |
| 4.  | Nothing new (Helder, Edwards)                 | 6:17 |
| 5.  | Waterfall (Helder, Edwards)                   | 5:30 |
| 6.  | Into temptation (Helder, Edwards, O’Sullivan) | 7:55 |
| 7.  | All that we are (Helder)                      | 5:40 |
| 8.  | Searching (Helder)                            | 5;52 |
| 9.  | Close the door (Helder)                       | 5:11 |
| 10. | Dust (Helder, Edwards)                        | 7:16 |